# Daniel Kehlmann

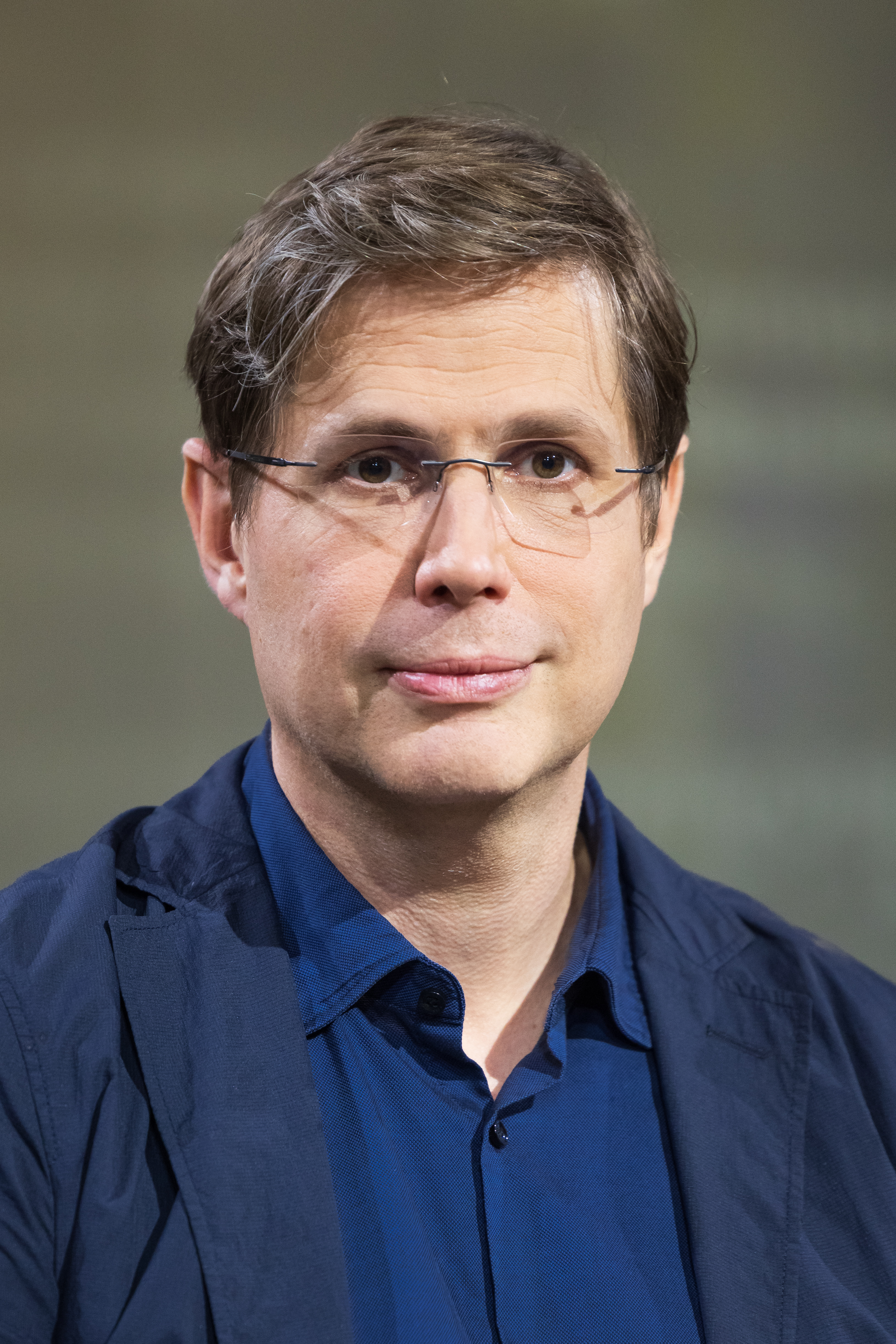
Daniel Kehlmann auf der Frankfurter Buchmesse 2023

Daniel Kehlmann (* 13. Januar 1975 in München) ist ein deutsch-österreichischer Schriftsteller.

## Leben
Kehlmann ist der Sohn der deutschen Schauspielerin Dagmar Mettler und des österreichischen Regisseurs Michael Kehlmann. Sein Großvater war der österreichische Schriftsteller Eduard Kehlmann, der in Wien lebte. Dorthin zog die Familie 1981, da sein Vater, der dort geboren wurde, zuvor beruflich zwischen Österreich und Deutschland pendelte. In Wien machte Kehlmann den Schulabschluss am Kollegium Kalksburg, anschließend studierte er Philosophie und Germanistik. Sein Studium schloss er mit einer Diplomarbeit über Friedrich Schillers Theorie der Entfremdung ab. Eine Dissertation über das Erhabene bei Immanuel Kant brach er nach ersten schriftstellerischen Erfolgen ab. Im Jahr 2003 gelang ihm mit seinem fünften Buch Ich und Kaminski der internationale Durchbruch. Sein 2005 erschienener Roman Die Vermessung der Welt wurde zu einem der größten Erfolge der deutschen Nachkriegszeit.
Im Sommersemester 2001 war Kehlmann Gastdozent für Poetik an der Universität Mainz, im Wintersemester 2005/06 an der Fachhochschule Wiesbaden und im Wintersemester 2006/07 an der Universität Göttingen. Zusammen mit Jonathan Franzen und Adam Haslett war er außerdem 2010 Gast der Tübinger Poetik-Dozentur. Im Dezember 2010 war er sogenannter Literator für Weltliteratur am Internationalen Kolleg Morphomata der Universität Köln. Er ist Gastprofessor am German Department der New York University. Im Sommersemester 2014 hielt er die Frankfurter Poetik-Vorlesungen an der Universität Frankfurt am Main. Kehlmann ist Mitglied der Mainzer Akademie der Wissenschaften und der Literatur, der Freien Akademie der Künste in Hamburg und der Deutschen Akademie für Sprache und Dichtung. Von Dezember 2020 bis Juni 2022 war er Mitglied im PEN-Zentrum Deutschland und gehört zu den Mitgründern des PEN Berlin.
Kehlmann ist verheiratet und Vater eines 2009 geborenen Sohnes. Er lebt in Berlin.

## Literarisches Werk

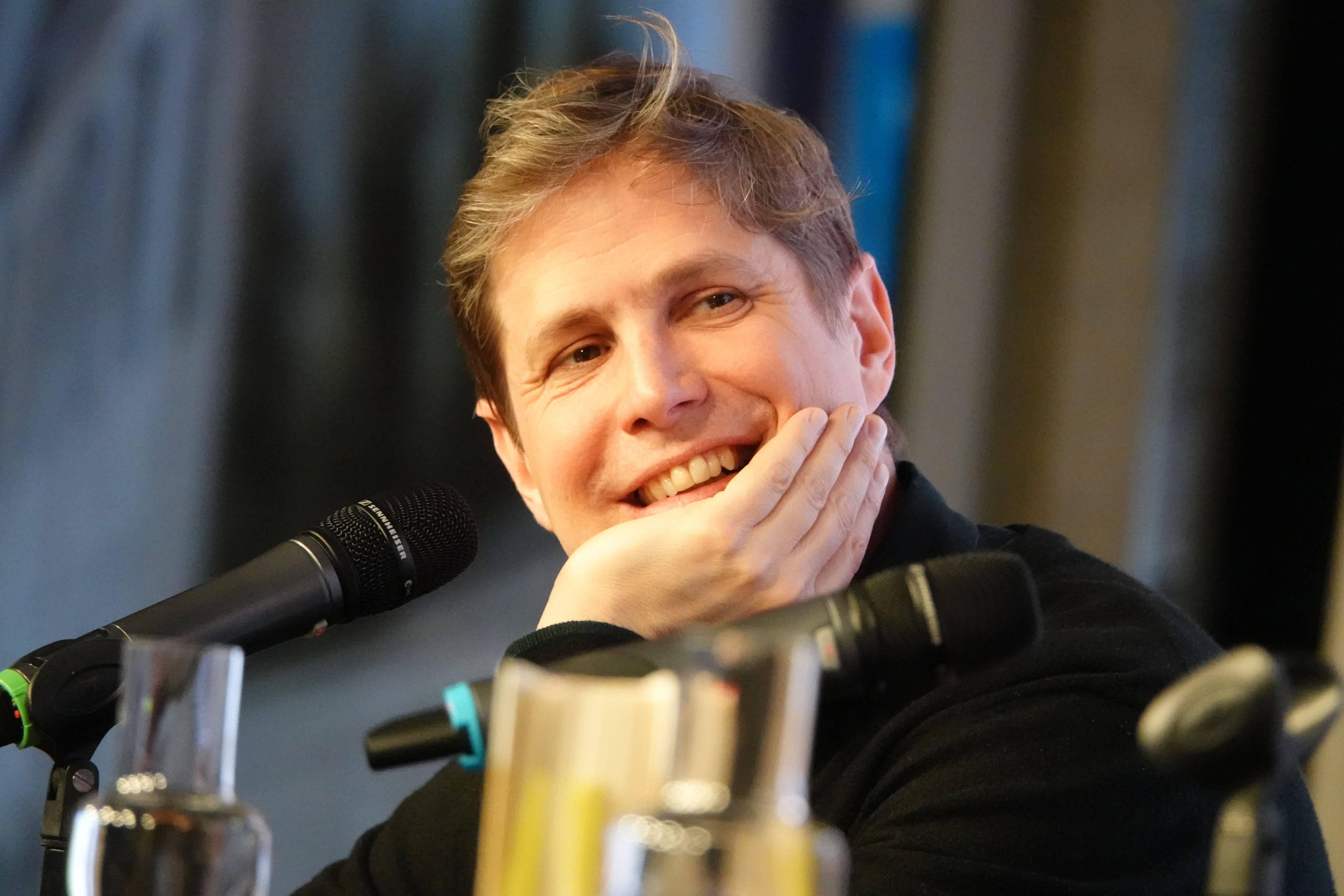
Daniel Kehlmann 2024 im Literaturhaus München

„Ein Erzähler“, so beschreibt Daniel Kehlmann in dem Essay Wo ist Carlos Montúfar? sein erzählerisches Selbstverständnis, „operiert mit Wirklichkeiten. Aus dem Wunsch heraus, die vorhandene nach seinen Vorstellungen zu korrigieren, erfindet er eine zweite, private …“ – „Erzählen, das bedeutet einen Bogen spannen, wo zunächst keiner ist, den Entwicklungen Struktur und Folgerichtigkeit gerade dort verleihen, wo die Wirklichkeit nichts davon bietet.“
Kehlmann erfindet seine Protagonisten und ihre Geschichten und versetzt sich und den Leser – in einer Art Experiment – in ihre Perspektive. Seine Helden sind in der Regel auf die eine oder andere Art extreme Figuren: extrem oberflächlich und eitel wie in Ich und Kaminski oder extrem begabt und abgehoben wie in Mahlers Zeit. Die Spannung entsteht nicht zuletzt aus der Frage, ob und wie diese extremen Charaktere scheitern. In einem Artikel für die Frankfurter Allgemeine Zeitung im Jahre 2011 betonte er, wie sehr er dabei von E. L. Doctorow beeinflusst sei. Es gebe keinen anderen Schriftsteller, von dem er mehr gelernt habe als von dem Autor von Billy Bathgate und Ragtime.
Kehlmanns Helden leben in einer Realität, die den Menschen bekannt vorkommt, und stoßen gleichzeitig an die Grenzen dieser Realität: In Beerholms Vorstellung glaubt ein Bühnenmagier plötzlich, wirklich zaubern zu können, in Mahlers Zeit ein junger Wissenschaftler, eine Formel gefunden zu haben, mit deren Hilfe er die Zeit aufheben kann, und in seinem Roman Ruhm – Ein Roman in neun Geschichten überspitzt Kehlmann die Situation des Realen völlig, indem er Fiktion und Fiktionalität gänzlich verwischt.
Von literaturwissenschaftlicher Seite wurde Kehlmann als „magischer Realist“ bezeichnet und damit in eine Tradition eingereiht, die bis in die 1920er Jahre zurückreicht und u. a. mit Namen wie Alfred Kubin, Alexander Lernet-Holenia und Leo Perutz, aber auch mit lateinamerikanischen Autoren wie Gabriel García Márquez verbunden ist. Ist diese Einordnung bis zu seiner Novelle Der fernste Ort als stimmig anzusehen, gehört doch der Roman Ich und Kaminski nicht in diese Kategorie. Dort wittert der Protagonist, ein oberflächlicher Karrierist, im nahen Tod des gerade noch bekannten Malers Kaminski die Chance, sich durch das Schreiben von dessen Biographie im Kunstbetrieb als Kritiker zu etablieren. In der Konfrontation mit dem abgeklärten Künstler erkennt er schließlich, wie wenig sein bisheriges Leben wert war.
Die Vermessung der Welt ist mit rund 2,3 Millionen allein im deutschsprachigen Raum verkauften Exemplaren Kehlmanns erfolgreichster Roman. Auf einer Liste der international bestverkauften Bücher des Jahres 2006, die die New York Times am 15. April 2007 veröffentlichte, kam der Roman auf Platz zwei. Er erzählt die um zahlreiche Erfindungen angereicherten Lebensgeschichten der beiden Forscher Alexander von Humboldt und Carl Friedrich Gauß – ein Roman über die Entstehung der modernen Wissenschaft, über die Deutsche Klassik. Das Buch ist größtenteils in indirekter Rede geschrieben, wodurch eine Vielzahl komischer, ja burlesker Effekte entstehen. Historiker kritisieren die Darstellung der Protagonisten und ihrer Zeit in diesem Werk allerdings teilweise heftig.
Am 19. Januar 2009 erschien Kehlmanns Buch Ruhm – Ein Roman in neun Geschichten, das schon im Vorfeld ein starkes Medienecho auslöste. So veröffentlichte die Frankfurter Allgemeine Zeitung am 28. Dezember 2008 einen autorisierten auszugsweisen Vorabdruck und ein Interview mit dem Autor, worauf im Magazin Der Spiegel am 5. Januar 2009 ein Porträt mit rezensentischen Zügen folgte. Wegen Verletzung der Sperrfrist, die für die Veröffentlichung von Rezensionen vor dem 19. Januar 2009 eine Vertragsstrafe von 250.000 Euro vorsah, verklagte der Rowohlt Verlag den Spiegel keinen Monat später, zog die Klage, deren Erfolgsaussicht das Gericht schon in der mündlichen Verhandlung im Juni 2009 anzweifelte, dann aber im Mai 2010 im Einvernehmen mit der Gegenseite zurück. Die Aufnahme von Ruhm durch die Kritiker war kontrovers, reichte von „Weltliteratur“ bis zu „reine Germanistenprosa“ und führte in der Frankfurter Allgemeinen Zeitung vom 18. Februar 2009 zum seltenen Fall einer „Kritik der Kritik“. Als Kehlmann in einem Interview von Gunther Nickel zum literaturkritischen Echo auf seinen Roman und nach „Alternativen zur gegenwärtigen literaturkritischen Praxis“ befragt wurde, antwortete er: „Das ist wie mit den Zahnärzten. Man fragt sich manchmal, warum es Leute gibt, die freiwillig diesen Job ausüben. Aber die Abschaffung des Berufsstands kann man deshalb auch nicht fordern. Zahnärzte sind allerdings, es lässt sich nicht leugnen, im Normalfall besser ausgebildet.“ Mitte Februar 2009 waren bereits rund 300.000 Exemplare des Buches verkauft. Auf den Bestsellerlisten von Der Spiegel und Focus erreichte das Buch den ersten Platz und auf der Jahresbestsellerliste Deutschland 2009 des Spiegels den zehnten.
Am 30. August 2013 erschien Kehlmanns Roman F. Er erzählt die Geschichte dreier Brüder, die Lügner, Betrüger und Heuchler sind. Der Roman wurde in die Longlist des Deutschen Buchpreises 2013 aufgenommen und erreichte kurz nach Erscheinen, wie schon Kehlmanns vorangegangene Romane, den ersten Platz der Spiegel-Bestsellerliste.
Im Herbst 2016 erschien seine Erzählung Du hättest gehen sollen. Das Cover der deutschen Erstausgabe wurde von Thomas Demand unter Verwendung eines eigens dafür angefertigten Bildes gestaltet. 2020 wurde der Roman durch David Koepp verfilmt.
2017 erschien Kehlmanns Roman Tyll, in dem er eine fiktive Lebensgeschichte Till Eulenspiegels erzählt. In dem nicht-linear erzählten Werk greift Kehlmann auf vorhandene Anekdoten über Eulenspiegel zurück. Der Roman spielt vor dem Hintergrund des Dreißigjährigen Krieges; dessen Schlüsselfiguren wie der Winterkönig Friedrich I. König von Böhmen und seine Frau Elisabeth Stuart oder der schwedische König Gustav II. Adolf tauchen ebenso als eindrucksvolle Figuren im Roman auf wie zivile historische Gestalten der Zeit (etwa Athanasius Kircher oder Paul Fleming). Verglichen mit bisherigen Till-Eulenspiegel-Geschichten betont Kehlmann die Härte und Armut eines Lebens als Narr im 17. Jahrhundert als Preis der damit verbundenen Freiheit.
2023 erschien der Roman Lichtspiel, der vom Leben und Wirken des Filmregisseurs.Georg Wilhelm Pabst zur Zeit des Dritten Reichs erzählt. Der Roman wurde im deutschsprachigen Raum eher gemischt aufgenommen, erhielt aber im Frühjahr 2025 bei Erscheinen in den USA (The Director) eine hohe mediale Aufmerksamkeit wegen der darin thematisierten Gleichschaltung der Kultur und den vermeintlich besorgniserregenden Ähnlichkeiten zur aktuellen US-Kulturpolitik Donald Trumps.

## Essayistik und Literaturkritik
Seine experimentell orientierte Poetik beim Schreiben eines historischen Romans erläutert Kehlmann in dem seiner Essaysammlung titelgebend vorangestellten Text Wo ist Carlos Montúfar? Zuvor hat er sich bereits vielfach als Literaturkritiker betätigt, unter anderem für die Süddeutsche Zeitung, die Frankfurter Rundschau, die Frankfurter Allgemeine Zeitung, Volltext, Literaturen und das Magazin Der Spiegel. Besonders große Sympathie hat er vor allem für das Werk von Vladimir Nabokov, während er sich von einem politisch engagierten Schriftsteller wie Bertolt Brecht 2008 deutlich distanzierte. Trotzdem wurde der Versuch unternommen, Kehlmann nicht nur mit Brecht, sondern sogar mit Karl Marx in Verbindung zu bringen. Das Buch, das ihn am meisten beeindruckte, ist nach eigener Aussage allerdings Tolstois Krieg und Frieden.
Seine Frankfurter Poetik-Vorlesungen unter dem Titel Kommt, Geister eröffnete er zum Thema Verdrängung des Nationalsozialismus in der jungen Bundesrepublik. Dabei stellte er Bezüge zwischen Ingeborg Bachmann, der ersten Dozentin der Poetik-Vorlesungen im Jahr 1959, und anderen Ereignissen dieses Jahres her. Der Schriftsteller gehört seit der Gründung des Michael-Althen-Preis für Kritik im Jahre 2012 dessen Jury an.

## Werkbearbeitungen
Im Wiener Salon5 erfolgte im September 2008 die Uraufführung einer Dramatisierung von Ich und Kaminski (Bühnenfassung und Regie: Anna Maria Krassnigg). Im selben Monat brachte das Staatstheater Braunschweig Dirk Englers Bearbeitung von Die Vermessung der Welt heraus. Im September 2009 war im Rahmen des Festivals ZORN! – Dramatisches Erzählen Heute die Uraufführung seiner Kurzgeschichte Töten zu sehen: Sowohl die Inszenierung (Bühnenfassung und Regie: Benedikt Haubrich) als auch die Verfilmung des Stoffes (Drehbuch und Regie: Tobias Dörr) wurden gezeigt.
Die Festspiele Reichenau zeigten in der Saison 2010 die Uraufführung von Daniel Kehlmanns Roman Ruhm, der für die Bühne von Anna Maria Krassnigg dramatisiert wurde. Die Inszenierung Krassniggs beschrieb die Kritik als eine eher „lose Szenenfolge“.
Am 15. September 2018 hatte die erste Bühnenfassung des Romans Tyll Premiere am Schauspiel Köln. Regisseur Stefan Bachmann inszenierte die von ihm und Julian Pörksen stammende Bearbeitung als eine vierstündige Theateraufführung, ein Vexierbild zwischen jener Zeit des Dreißigjährigen Kriegs und der Gegenwart.

## Sonstiges
In Kehlmanns Kolumne science@fiction, die am 25. März 2007 im Wissenschaftsmagazin heureka! der Wiener Wochenzeitung Falter erschien, äußerte sich der Schriftsteller auch zu Wikipedia: Kehlmann bezeichnet darin den Artikel über ihn als in Details fehlerhaft und als Hauptquelle vieler über ihn schreibender Journalisten. Die dort zu lesende Behauptung, er habe in einen Artikel zum Thema Reggaemusik schon einmal spaßeshalber falsche Details eingefügt, hat er mittlerweile in seiner Kolumne widerrufen.
In Thomas Glavinic’ 2007 veröffentlichtem Roman Das bin doch ich, der sich scheinbar die Mühe erspart, dem Leser Informationen verschlüsselt zu vermitteln, kommen sowohl ein „Thomas Glavinic“ als auch ein „Daniel Kehlmann“, ein „guter Freund“ von „Thomas Glavinic“, vor. „Daniel Kehlmann“ teilt regelmäßig „Thomas Glavinic“ die neuesten Verkaufszahlen seines Romans Die Vermessung der Welt mit. Kritiker warnen jedoch davor, die vermeintliche Non-Fiction als solche zu rezipieren.
Daniel Kehlmann beschäftigt sich privat auch mit der Zauberkunst. Er beherrscht mehrere Zauberkunststücke. Sein Wissen über und seine Faszination für die Zauberkunst hat er in dem Roman Beerholms Vorstellung verarbeitet.
Er gehörte im März 2022 zu den 57 erstunterzeichnenden Menschen eines Offenen Briefes an Bundeskanzler Olaf Scholz mit dem Appell, schwere Waffen an die Ukraine zu liefern. Während der 77. Generalversammlung der Vereinten Nationen am 21. September 2022 gab Kehlmann Scholz eine Stadtführung durch New York City.

## Auszeichnungen und Nominierungen
- 1998: Förderpreis des Kulturkreises der deutschen Wirtschaft
- 2000: Stipendium des Literarischen Colloquiums in Berlin
- 2003: Förderpreis des Österreichischen Bundeskanzleramtes
- 2005: Candide-Preis des Literarischen Vereins Minden[40]
- 2005: Shortlist Deutscher Buchpreis mit Die Vermessung der Welt
- 2006: Literaturpreis der Konrad-Adenauer-Stiftung[41]
- 2006: Heimito von Doderer-Literaturpreis[42]
- 2006: Kleist-Preis[43]
- 2007: WELT-Literaturpreis[44]
- 2007: Grand Prix du Livre des dirigeants für Les Arpenteurs du Monde (französische Fassung von Die Vermessung der Welt)
- 2008: Per-Olov-Enquist-Preis; Thomas-Mann-Preis
- 2010: Prix Cévennes du roman européen für Gloire (französische Fassung von Ruhm)
- 2012: Nestroy-Theaterpreis – Autorenpreis für Geister in Princeton; uraufgeführt am Schauspielhaus Graz
- 2013: Longlist Deutscher Buchpreis mit F
- 2014: Frankfurter Poetik-Dozentur
- 2018: Frank-Schirrmacher-Preis[45]
- 2018: Friedrich-Hölderlin-Preis der Stadt Bad Homburg[46]
- 2019: Schubart-Literaturpreis für Tyll
- 2019: Anton-Wildgans-Preis[47]
- 2020: Romyverleihung 2020 – Nominierung in der Kategorie Bestes Buch TV-Fiction mit Das letzte Problem[48]
- 2020: Shortlist des International Booker Prize mit der englischsprachigen Übersetzung von Tyll (gemeinsam mit Übersetzer Ross Benjamin)
- 2021: Elisabeth-Langgässer-Literaturpreis für das Gesamtwerk[49]
- 2022: Marbacher Schillerrede[50]
- 2024: Ludwig-Börne-Preis[51][52]

## Werke

### Einzeltitel
- Beerholms Vorstellung. Roman. Deuticke Verlag, Wien 1997, ISBN 3-216-30290-3.
- Unter der Sonne. Erzählungen. Deuticke, Wien 1998, ISBN 3-216-30363-2.
- Mahlers Zeit. Roman. Suhrkamp Verlag, Frankfurt am Main 1999, ISBN 3-518-41078-4.
- Der fernste Ort. Novelle. Suhrkamp, Frankfurt am Main 2001, ISBN 3-518-41265-5.
- Ich und Kaminski. Roman. Suhrkamp, Frankfurt am Main 2003, ISBN 3-518-41395-3.
- Die Vermessung der Welt. Roman. Rowohlt Verlag, Reinbek bei Hamburg 2005, ISBN 3-498-03528-2. (Platz 1 der Spiegel-Bestsellerliste in den Jahren 2006 und 2007)
- Requiem für einen Hund. Ein Gespräch. Mit Sebastian Kleinschmidt. Matthes & Seitz, Berlin 2008, ISBN 978-3-88221-735-3.
- Leo Richters Porträt. Kurzgeschichte. Mit einem Porträt des Autors von Adam Soboczynski. Rowohlt, Reinbek bei Hamburg 2009, ISBN 978-3-499-25302-7.
- Ruhm. Ein Roman in neun Geschichten. Rowohlt, Reinbek bei Hamburg 2009, ISBN 978-3-498-03543-3. (Platz 1 der Spiegel-Bestsellerliste vom 26. Januar bis zum 1. Februar 2009)
- F. Roman. Rowohlt, Reinbek bei Hamburg 2013, ISBN 978-3-498-03544-0. (Platz 1 der Spiegel-Bestsellerliste vom 16. bis zum 22. September 2013)
- Du hättest gehen sollen. Erzählung. Rowohlt, Reinbek bei Hamburg 2016, ISBN 978-3-498-03573-0.
- Tyll. Roman. Rowohlt, Reinbek bei Hamburg 2017, ISBN 978-3-498-03567-9. (Platz 1 der Spiegel-Bestsellerliste vom 30. Dezember 2017 bis zum 26. Januar 2018)
- Der unsichtbare Drache. Ein Gespräch mit Heinrich Detering, Kampa Verlag, Zürich 2019, ISBN 978-3-311-70068-5.
- Mein Algorithmus und Ich. Stuttgarter Zukunftsrede. Klett-Cotta, Stuttgart 2021, ISBN 978-3-608-98480-4.
- Lichtspiel. Roman. Rowohlt, Hamburg 2023, ISBN 978-3-498-00387-6.
- mit Omri Boehm: Der bestirnte Himmel über mir: Ein Gespräch über Kant. Propyläen, Berlin 2024, ISBN 978-3-549-10068-4.

### Essay · Poetik
- Wo ist Carlos Montúfar? Essays. Rowohlt, Reinbek bei Hamburg 2005, ISBN 3-499-24139-0.
- Diese sehr ernsten Scherze. Poetikvorlesungen. Wallstein Verlag, Göttingen 2007, ISBN 978-3-8353-0145-0.
- Lob: Über Literatur. Rowohlt, Reinbek bei Hamburg 2010, ISBN 978-3-498-03548-8.
- Kommt, Geister. Frankfurter Poetikvorlesungen. Rowohlt, Reinbek bei Hamburg 2015, ISBN 978-3-498-03570-9.
- Über Leo Perutz. Köln, Kiepenheuer & Witsch 2024, ISBN 978-3-462-00406-9.
- Sorgt, dass sie nicht zu zeitig mich erwecken. Essays und Reden. Rowohlt, Hamburg 2024, ISBN 978-3-498-00266-4.

### Theater
Daniel Kehlmann wurde beauftragt, ein Theaterstück für die Salzburger Festspiele zu schreiben, mit dessen Uraufführung 2010 das Theaterprogramm der Festspiele eröffnet werden sollte. Geplant war eine Produktion unter der Regie von Matthias Hartmann. Im Juli 2009 kritisierte Kehlmann in einer kontrovers diskutierten Eröffnungsrede der Salzburger Festspiele das deutschsprachige Regietheater, woraufhin es (laut Aussage von Kehlmanns Verlag) schwierig wurde, einen Regisseur für das Stück zu finden.
Am 1. August 2011 wurde Kehlmanns Bühnenerstling Geister in Princeton im Rahmen der Salzburger Festspiele in einer szenischen Lesung vorgestellt, für deren Regie Christopher Hampton verantwortlich zeichnete. Das Stück behandelt die Lebensstationen des Mathematikers Kurt Gödel. Die Uraufführung auf der Theaterbühne fand erst im September 2011 im Schauspielhaus Graz statt, Regie führte Anna Badora.
Im November 2012 wurde sein zweites Theaterstück Der Mentor am Theater in der Josefstadt in Wien unter der Regie von Herbert Föttinger uraufgeführt. Im November 2014 wurde Christopher Hamptons Stück Eine dunkle Begierde in der Übersetzung von Daniel Kehlmann am Theater in der Josefstadt uraufgeführt. Anfang Februar 2017 wurde Kehlmanns Stück Heilig Abend, wieder unter der Regie von Herbert Föttinger, am Theater in der Josefstadt uraufgeführt. Im September 2018 hatte das vierte Theaterstück Die Reise der Verlorenen am Theater in der Josefstadt Premiere. Anfang Oktober 2020 wurde Christopher Hamptons Das Geheimnis einer Unbekannten nach Stefan Zweigs Novelle Brief einer Unbekannten in der deutschen Übersetzung von Daniel Kehlmann am Theater in der Josefstadt uraufgeführt.
Im Oktober 2022 hatte Kehlmanns Stück Nebenan (nach seinem gleichnamigen Drehbuch zum Kinofilm) Premiere am Wiener Burgtheater unter der Regie von Martin Kusej.
- Vier Stücke. Geister in Princeton / Der Mentor / Heilig Abend / Die Reise der Verlorenen. Rowohlt, Hamburg 2019, ISBN 978-3-498-03475-7.

### Übersetzungen
- Christopher Hampton: Eine dunkle Begierde, in der Neuübersetzung aus dem Englischen 2014. (Bisher nicht im Druck erschienen.)
- Etgar Keret: Die sieben guten Jahre. Mein Leben als Vater und Sohn, aus dem Englischen von Daniel Kehlmann. S. Fischer, Frankfurt am Main 2016, ISBN 978-3-10-049520-4
- Christopher Hampton: Das Geheimnis einer Unbekannten, aus dem Englischen 2020. (Bisher nicht im Druck erschienen.)
- Ayad Akhtar: Der Fall McNeal, aus dem Englischen, Deutschsprachige Erstaufführung am Burgtheater Wien 2025. (Bisher nicht im Druck erschienen).[68]

### Hörspiel
- 2004: Ich und Kaminski, Regie: Thomas Leutzbach (WDR)
- 2007: Die Vermessung der Welt, Regie: Alexander Schuhmacher (NDR)
- 2013: Geister in Princeton, Regie: Norbert Schaeffer (NDR/ORF). Sprecher: Wolfgang Berger et al. Argon Verlag, Berlin 2013, ISBN 978-3-8398-1249-5. Mit 1 CD, 78 Minuten.
- 2014: Der Mentor, Regie: Götz Fritsch (MDR/ORF)
- 2017: Heilig Abend, Regie: Stuart Kummer (WDR)
- 2018: Tyll, Regie: Alexander Schuhmacher (WDR)

## Filmografie (Auswahl)
- 2012: Die Vermessung der Welt (Drehbuch, Erzähler)
- 2019: Landkrimi – Das letzte Problem (Drehbuch)
- 2020: Das Verhör in der Nacht (Drehbuch)
- 2021: Nebenan (Drehbuch)
- 2021: Bekenntnisse des Hochstaplers Felix Krull (Drehbuch, zusammen mit Detlev Buck)
- 2024: Kafka (Fernsehserie, Drehbuch)